# Alina Gorghiu
Alina Ștefania Gorghiu, née le 16 septembre 1978 à Tecuci, est une femme politique roumaine membre du Parti national libéral (PNL).
Élue députée en 2008 et réélue en 2012, elle devient en 2014 co-présidente du PNL aux côtés de Vasile Blaga. Elle occupe seule la présidence à partir de septembre 2016.
À la suite de la déroute du PNL aux élections parlementaires du 11 décembre 2016, au cours desquelles elle est élue sénatrice, elle renonce à diriger le parti.

## Biographie

### Études et carrière
Elle suite des études de droit entre 1997 et 2001 à l'université chrétienne Dimitrie Cantemir (UCDC). Elle obtient alors une licence de sciences juridiques et administratives. Elle poursuit ses études avec une spécialisation en droit pénal et criminologie à l'université de Bucarest de 2002 à 2003.
Stagiaire dans un cabinet d'avocats à compter de 2002, elle entreprend en 2004 une licence de sciences économiques à l'université de Pitești, tout en se faisant élire au conseil du cinquième secteur de Bucarest. Elle devient avocate en 2005, et associée du cabinet « Gorghiu, Pop et Associés ».

### Députée de Roumanie
Lors des élections législatives du 30 novembre 2008, elle est élue députée de Bucarest à la Chambre des députés. Elle achève également avec succès sa licence en économie. En 2010, elle obtient deux postes de lecteur universitaire, le premier à la faculté de sciences sociales et politiques de l'université Titu Maiorescu, qu'elle abandonne en 2011, et le second à la faculté de sciences juridiques et administratives de l'UCDC.
Elle est choisie en septembre 2012 pour occuper un poste de vice-présidente de la chambre, pour la dernière période de session de la législature. Ainsi, bien qu'elle ait été réélue parlementaire aux élections du 9 décembre suivant, elle n'est pas reconduite dans ces fonctions. Elle fonde son propre cabinet d'avocat l'année suivante.

### Présidente du PNL
Le 18 décembre 2014, Alina Gorghiu est élue présidente du Parti national libéral par le bureau politique permanent avec 47 voix contre 28 en faveur de à l'ancien ministre des Transports, Ludovic Orban, ce qui lui permet de prendre la succession de Klaus Iohannis, qui lui avait d'ailleurs apporté officiellement son soutien.
Après le mauvais score de son parti aux élections législatives de décembre 2016, elle démissionne de la présidence du PNL.

### Ministre de la Justice
Depuis 15 juin 2023, elle occupe le poste de ministre de la Justice dans le gouvernement de Marcel Ciolacu.